# Agüimes
Agüimes est une commune de la communauté autonome des Îles Canaries en Espagne. Elle est située à l'est de l'île de Grande Canarie dans la province de Las Palmas.

## Géographie

Un paysage local : le Barranco de Balos. Novembre 2016.

### Localisation

Localisation de l'île de Grande Canarie dans les Îles Canaries.
Localisation d'Agüimes dans l'île de Grande Canarie.

| Valsequillo de Gran Canaria | Ingenio                 |                  |
| San Bartolomé de Tirajana   | Agüimes                 | Océan Atlantique |
|                             | Santa Lucía de Tirajana |                  |

### Villages de la commune
- Playa de Arinaga : 7 786 habitants[1]
- Cruce de Arinaga : 7 629
- Agüimes : 5 878
- Polígono de Arinaga : 1 603
- Montaña Los Vélez : 1 401
- Las Rosas : 490
- La Banda : 484
- Temisas : 369

### Transports
- Route ancienne de Gran Canaria - Puerto Rico
- GC-1 (autoroute)

## Démographie
| Année | Population | Densité    |
| ----- | ---------- | ---------- |
| 1991  | 16.156     | 203,78/km² |
| 1996  | 16.284     | 205,39/km² |
| 2001  | 20.124     | 254,73/km² |
| 2002  | 22.567     | 284,65/km² |
| 2003  | 23.572     | 297,33/km² |
| 2004  | 24.460     | 309,03/km² |
| 2005  | 25.541     | 322,2/km   |
| 2009  | 28.924     | 364,83/km  |